# Comuna Kolkî, Dubrovîțea
Kolkî (în ucraineană Колки) este o comună în raionul Dubrovîțea, regiunea Rivne, Ucraina, formată din satele Kolkî (reședința), Porubka și Zaslucicea.

## Demografie
Componența lingvistică a comunei Kolkî
     Ucraineană (99,64%)
     Alte limbi (0,36%)
Conform recensământului din 2001, majoritatea populației comunei Kolkî era vorbitoare de ucraineană (99,64%), existând în minoritate și vorbitori de alte limbi.